# Местор
Местор је у грчкој митологији било име више личности, које према неким изворима нису биле значајне.

## Етимологија
Име Местор има значење „саветник“.

## Митологија
- Према Аполодору, био је син Персеја и Андромеде. Био је ожењен Пелоповом кћерком Лисидиком, са којом је имао кћерку Хипотоју.[3]
- Аполодор је поменуо још једног Местора, који је био Птерелајев син. Попут своје браће, погинуо је борећи се против Електрионових синова.[3] Птерелајеви синови су тражили краљевство свог деде по мајци, Местора, Персејевог сина, које Електрион није хтео да им преда.[4] Међутим, у овој причи постоје неусаглашености. Најпре, Птерелај је био унук Хипотоје, Месторове кћерке, што значи да им он није био деда по мајци. Такође, Електрион је био Персејев син и тако Месторов брат, па је тешко за прихватити да је у време напада Птерелајевих синова он владао земљом. Они су били чукунунуци његовог брата.[5]
- Пријамов син, о коме су писали Аполодор и Хигин и кога је убио Ахил када се борио против Енеје на планини Иди.[3] На тој планини је Местор чувао краве када је Ахил наишао.[2]
- Био је један од Атлантиђана, син Посејдона и Клито.[6] Његов брат близанац је био Еласип.[7]